# Kateryna Burmistrowa
Kateryna Wołodymyriwna Burmistrowa (ukr. Катерина Володимирівна Бурмістрова; ur. 20 listopada 1979 w Sumach) – ukraińska zapaśniczka startująca w kategoriach do 67 kg i do 72 kg w stylu wolnym, mistrzyni świata, czterokrotna mistrzyni Europy, olimpijka z Londynu 2012, gdzie zajęła trzynaste miejsce w kategorii 72 kg.
Największym jej sukcesem jest złoty medal mistrzostw świata w Chalkidzie w 2002 w kategorii do 72 kg. Jest czterokrotną triumfatorką w mistrzostwach Europy (2004, 2005, 2009, 2011) oraz srebrną medalistką uniwersjady w 2005.
Pierwsza w Pucharze Świata w 2001 i 2012; trzecia w 2005 i szósta w 2015 roku.